# Innocenty Fritsch
Innocenty Fritsch OCist (ur. 6 marca 1665 w Otmuchowie, zm. 29 września 1734 w Krzeszowie) – 43. opat opactwa cystersów w Krzeszowie, mecenas sztuki, kapelan wojskowy.

## Życiorys
Gottfried Fritsch urodził się 6 marca 1665 r. w Otmuchowie jako syn browarnika. Wcześnie osierocony, zdecydował się na życie zakonne. 20 września 1687 r. wstąpił do klasztoru cystersów w Krzeszowie przyjmując imię na cześć panującego papieża Innocentego XI. Edukację rozpoczął w Gimnazjum jezuickim w Nysie, a następnie kontynuował studia w klasztorze pod kierunkiem wykładowców z Pragi. Sakrament święceń otrzymał w 24 września 1689 r., a swoją mszę prymicyjną odprawił 22 października tego samego roku.
Jako młody mnich pełnił funkcję bibliotekarza, a następnie prefekta kulinarnego w klasztorze. W latach 1697-1700 był kapelanem regimentu Kazimierza Jana Sapiehy podczas wojny z Turcją i był obecny przy zwycięstwie Jana III Sobieskiego pod Wiedniem. Po zakończeniu służby wojskowej kontynuował studia w Pradze, po czym wrócił na Śląsk, obejmując kolejne odpowiedzialne funkcje. W 1706 r. został proboszczem w Witkowie, a rok później administratorem dominium w Starych Bogaczowicach. W 1716 r. objął urząd przeora probostwa cystersów w Cieplicach, gdzie zarządzał kurortem gorących źródeł i odbudową spalonego kościoła.
24 sierpnia 1727 r. został opatem krzeszowskim. Jego rządy przyniosły klasztorowi rozkwit gospodarczy i kulturalny. Opat Fritsch był wybitnym mecenasem sztuki – podjął budowę imponującej świątyni w stylu późnobarokowym, której jednak nie doczekał. W 1733 r. bracia cystersi podarowali mu złoty kielich mszalny z okazji 50-lecia profesji zakonnej. Rok później poświęcił wielki dzwon Emmanuel, który jako pierwszy oznajmił jego śmierć 29 września 1734 r..
Fritsch był nie tylko duchownym i administratorem, ale także człowiekiem o wyrafinowanym smaku artystycznym, który znacząco wpłynął na rozwój architektury sakralnej na Śląsku.